# Брненец
Брненец, ранее Брюнлиц (нем. Brünnlitz) — муниципалитет и деревня в районе Свитави Пардубицкого края Чехии. В нём проживает около 1300 жителей.

## Административный состав
Деревни Храстова Лгота, Моравска Храстова и Подлеси административно входя в состав муниципалитета Брненец.

## История
Селение Моравска-Храстова было основано рядом со старым торговым маршрутом после 1200 года монахами из монастыря в Литомишле. Моравска-Храстова впервые упоминается в документе 1323 года. Первое письменное упоминание названия Брненец встречается в акте 1557 года о разделе владения Своянов. До 18 века он входил в состав Белы-над-Свитавой.
Со строительством железной дороги из Праги в Брно (до 1850 года?) в Брненце была построена собственная железнодорожная станция. Это стало толчком к основанию многочисленных новых промышленных предприятий, таких как текстильные фабрики, которые развивались рядом с доминирующими в округе предприятиями семьи Даубек. 
До 1918 года Брненец входил в состав Австрийской империи (австрийская часть согласно компромиссу 1867 года), в округе Поличка в Богемии. Почтовое отделение было открыто в 1869 году.
В 1930 году в Брненце насчитывалось 606 жителей, из которых 208 имели немецкое гражданство. В 1939 году в результате немецкой оккупации и последовавшего за этим бегства чешских жителей общая численность населения сократилась до 490 человек. 
Муниципалитет простирался в то время только до чешского правого берега реки Свитавы. На противоположном моравском берегу находился независимый муниципалитет Моравска-Храстова, который вместе с его административными частями Храстова-Лгота и Пулпецен (ныне часть муниципалитета Храставец) в 1939 г. насчитывал 1143 жителей и, следовательно, был вдвое больше, чем собственно Брненец. 
Брненец входил в состав административно-судебного округа Поличка. После аннексии Судетской области нацистской Германией он был включен в округ Цвиттау.

### Фабрика Шиндлера

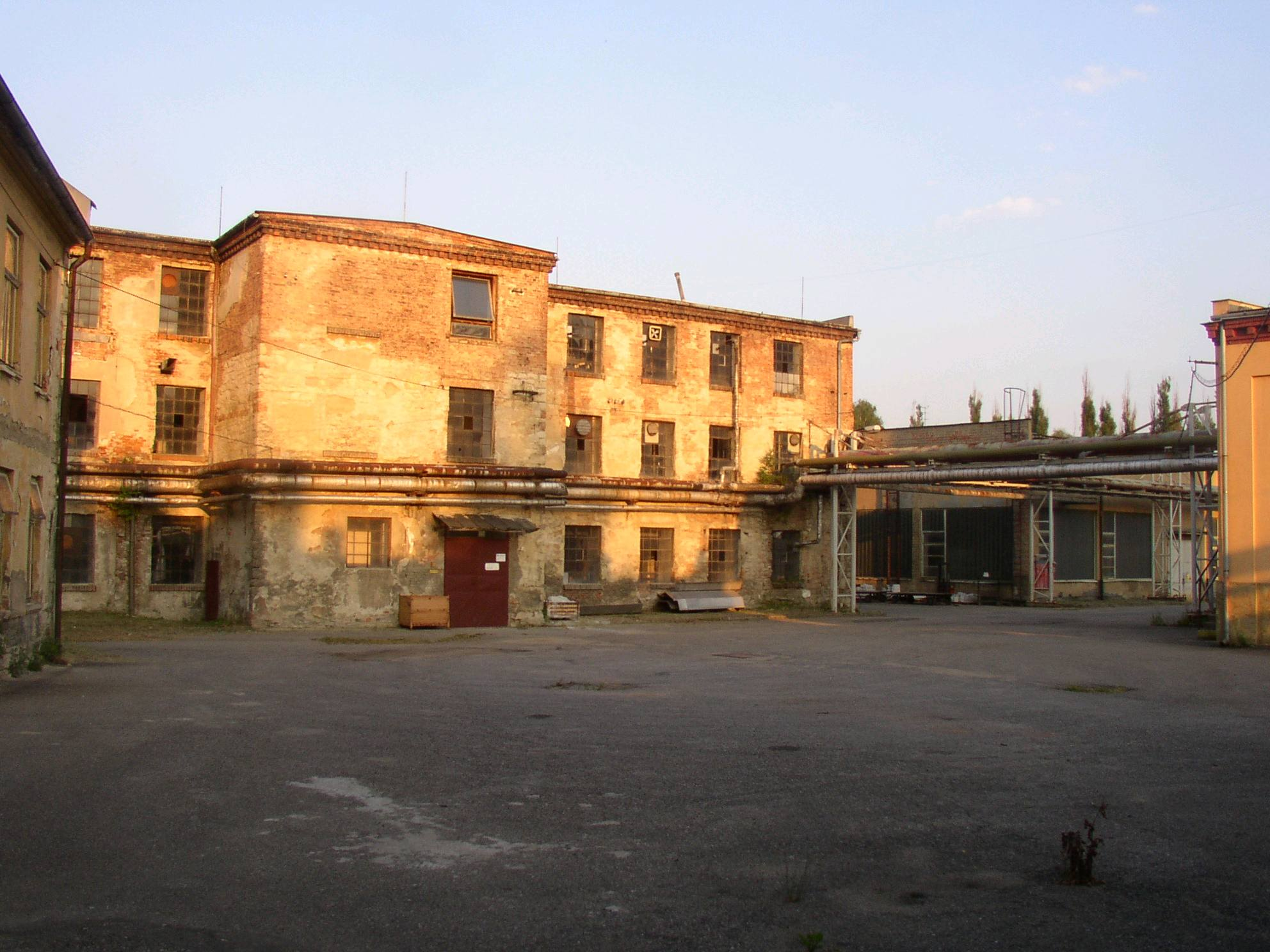
Фабрика Шиндлера в 2004 году

Еврейская семья Лёв-Беер основала текстильную компанию в 1810-х годах, а в 1855 году перестроила старую бумажную фабрику в Брненце в текстильную фабрику. В 1938 году её присвоили немецкие оккупационные власти.
В 1944 году Оскар Шиндлер перевел свою немецкую фабрику эмалированной посуды и связанный с ней лагерь для военнопленных из 1200 еврейских подневольных рабочих из Кракова на приобретенный им военный завод в Брненце. Таким образом, еврейская рабочая сила избежала перевозки в лагеря смерти и была освобождена Красной Армией вместе с остальной частью муниципалитета 10 мая 1945 года, после того как фабрика функционировала в течение семи месяцев. Благотворительный фонд Мемориала Холокоста и Оскара Шиндлера в настоящее время занимается превращением руин фабрики в музей.

## Известные люди
- Оскар Шиндлер (1908—1974), промышленник времен Второй мировой войны, спасший 1200 еврейских жизней.